# Twardogóra
Twardogóra es un municipio urbano-rural y una localidad del distrito de Oleśnica, en el voivodato de Baja Silesia (Polonia). La localidad se ubica a unos veinte kilómetros al norte de Oleśnica, la sede del distrito, y a unos cuarenta al nordeste de Breslavia, la capital del voivodato. En 2011, según la Oficina Central de Estadística polaca, el municipio cubría una superficie de 167,86 km² y tenía una población de 12 889 habitantes, 6797 en la localidad de Twardogóra y 6092 en el área rural del municipio.